# Ferrero SpA

Ferrero (укр. Ферреро) — італійська транснаціональна корпорація, що спеціалізується на кондитерських виробах, заснована 1942 року П'єтро Ферреро в місті Альба, Італія. Штаб-квартира компанії розташована в місті Піно-Торинезе, Італія.

## Історія
1942 року П'єтро Ферреро заснував цех з виробництва солодощів у місті Альба.
1946 року П'єтро винайшов горіховий крем і назвав його «Паста Джандуя» (італ. Pasta Gianduja), а трохи пізніше «Джандуйот» (італ. Giandujot), що традиційно асоціюється зі славетним п'ємонтським карнавалом. Цей горіховий крем загортали у фольгу, що полегшувало його транспортування. Товар мав величезний успіх та був несподіванкою для споживачів. До того ж він був дешевим та використовувався як десерт після їжі.
Згодом попит зріс настільки, що одного цеху виявилося замало. Через це, разом зі своєю дружиною П'єрою Чілларіо, П'єтро заснував компанію «Ferrero», одразу збільшивши виробництво й найнявши нових працівників.
Управління компанією було сімейним, і Джованні Ферреро (брат П'єтро) взяв на себе відповідальність за організацію продажу та розповсюдження товару.
1949 року помирає П'єтро Ферреро, засновник компанії, а управління переходить до його дружини та брата.
1956 року Ferrero відкриває свою першу фабрику за кордоном у місті Шталлендорф, яке розташоване на відстані 150 км від Франкфурта (Німеччина) з п'ятьма працівниками, яких згодом стало шістдесят. Головними продуктами стали «Creamalba» та цукерки «Mon Cheri».
У жовтні 1957 року помирає Джованні Ферреро і власником компанії стає син П'єтро Ферреро, Мікеле Ферреро. Тим часом 1960 року компанія засновує другу на території Італії фабрику в місті Поццуоло-Мартезана, а після чого й у місті Авелліно.
20 квітня 1964 року змінюється склад і густина горіхового крему, а відтак і назва. Офіційно з'являється Nutella. Продукт здобуває величезний успіх як в Італії, так і в Європі, а згодом й у всьому світі. Цього ж року штаб-квартира переїжджає до Піно-Торинезе.

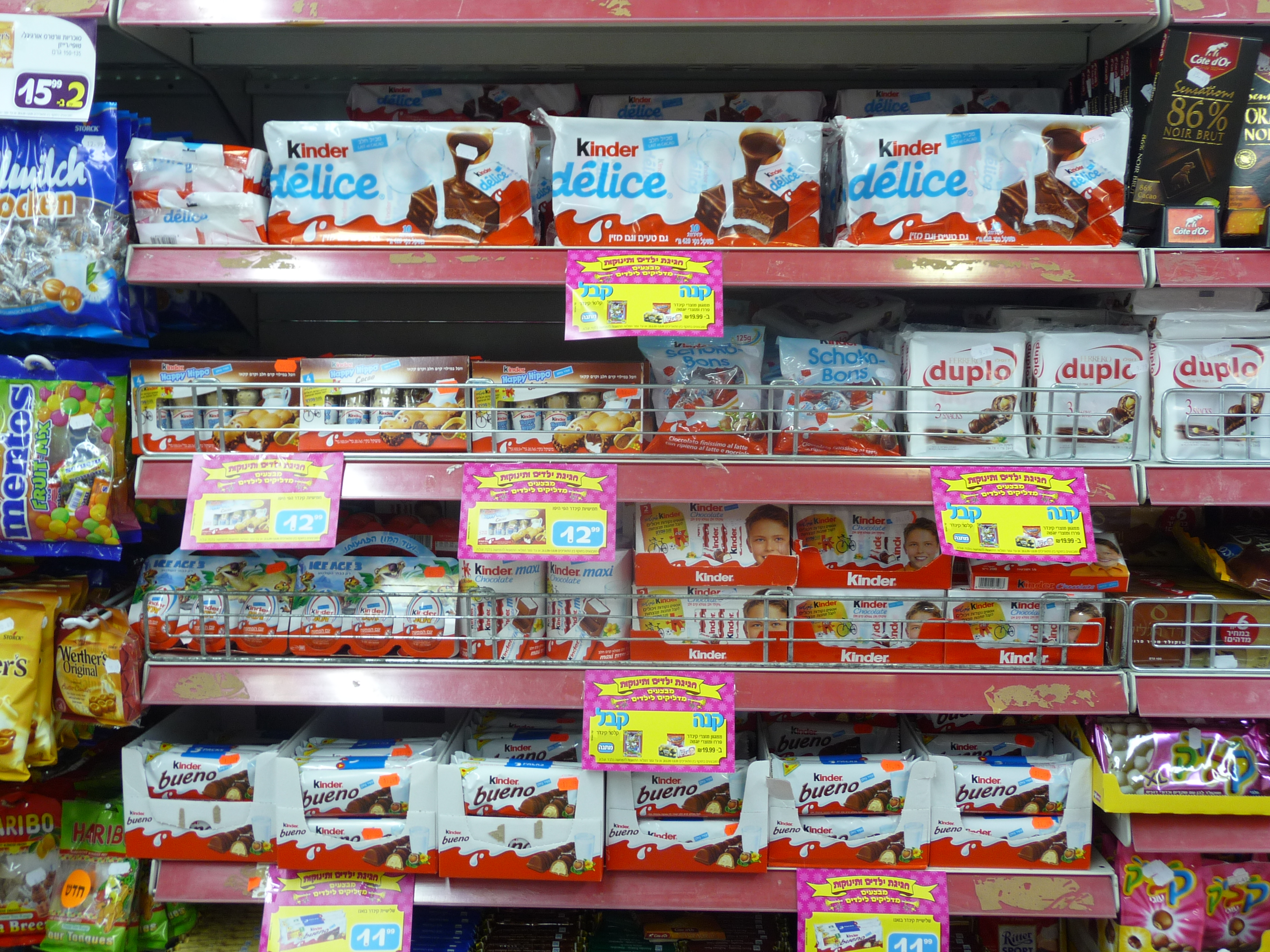
Продукти Ferrero на полицях супермаркету

1968 року відкривається перша фабрика у Франції. Згодом з'являються фабрики та представництва в Нідерландах, Бельгії, Швейцарії, Данії та Британії. Розпочинається виробництво продукту «Kinder Cioccolato». Згодом компанія відкриває офіційне представництво за океаном — у Нью-Йорку, з'являються заводи в Австрії, Ірландії, Пуерто-Рико та в Еквадорі. Виробництво набуває глобального характеру.
1987 року відкривається фабрика в Бальвано (Італія), а 1994 року з'являється філія у Сант'Анджело-дей-Ломбарді. Набирає обертів виробництво у східній Європі — в Польщі, Чехословаччині та Угорщині.
1996 року загальний обіг компанії сягнув 7500 млрд лір, а кількість працівників перевищила 14 тисяч.
Розвиток компанії став безупинним: якщо 2000 року обіг сягнув 4 млрд € (кількість працівників — 16000), то 2006 року він зріс до 5,6 млрд € (19600 працівників).
За рейтингом найбагатших людей в Італії, поданим у журналі Forbes у 2009 році, Мікеле Ферреро посів перше місце в Італії та 28-е місце у світі.
8 квітня 2011 року син Мікеле Ферреро — П'єтро Ферреро — загинув унаслідок нещасного випадку в ПАР. У П'єтро залишилися дружина і троє дітей.

## Продукція
Окрім Нутелли, Ferrero випускає багато інших продуктів, а саме — шоколадні цукерки Ferrero Rocher, Pocket Coffee, Mon Chéri, Giotto, кокосово-кремові солодощі Confetteria Raffaello, драже Tic Tac тощо. Знаменитою є серія продуктів Kinder, яка включає Кіндер-сюрприз, Fiesta Ferrero, плитки Kinder Chocolate, Kinder Happy Hippo, Kinder Maxi, Kinder Délice і Kinder Bueno.
Незважаючи на агресію росії проти України, компанія продовжує вести бізнес у рф.